# NGC 2474
NGC 2474 je galaksija u zviježđu Risu.

## Vanjske poveznice
- SEDS: NGC 2474